# Causatif
Pour les articles homonymes, voir Causal (cas).
En linguistique, le causatif est une diathèse qui permet d'exprimer un sujet qui est cause de l'action effectuée par un agent distinct et décrite par le verbe. Techniquement, on observe que la construction augmente d'un actant causateur la valence d'un verbe. En français, on emploie typiquement faire, par exemple : Je lui ai fait repeindre le mur. Je lui ai fait faire un tour. Cela donne aussi parfois faire faire.
Certains linguistes font une distinction entre factitif et causatif strict selon la transitivité du verbe affecté : le factitif s'applique alors à un verbe transitif et indique que le sujet fait effectuer une action par un autre agent que lui-même, tandis que le causatif s'applique à un verbe intransitif et indique que le sujet détermine une transformation affectant le second actant. D'autres traitent ces deux termes comme synonymes.
L'expression du causatif varie fortement selon la langue étudiée, et plusieurs méthodes peuvent coexister : elle peut se faire au niveau de la morphologie ou de la syntaxe. Toutes les langues possèdent par ailleurs des causatifs lexicalisés, où la distinction est directement encodée sous forme de lexèmes distincts, de façon figée et non productive (par exemple en français tuer est un causatif de mourir).

## Causatifs morphologiques
De très nombreuses langues possèdent des procédés réguliers de dérivation d'un causatif à partir d'un verbe. Ils peuvent être plus ou moins généraux ou productifs. Dans certains cas, le causatif a pu prendre des sens particuliers dans l'évolution de la langue et se détacher quelque peu du verbe sur la base duquel il fut formé (phénomène de lexicalisation).
En sanskrit, le causatif (n.ijanta) s'emploie quand le sujet d'une proposition oblige l'objet à effectuer une action : c'est un factitif au sens strict. Il se forme par alternance vocalique et ajout du suffixe -ay.
- bhū « être, exister » → bhāv-ay ; ex. bhāvayati « il fait exister = il crée »
- khad « manger » → khād-ay ; ex. khādayati « il fait manger = il nourrit »

En allemand, le causatif  se forme par la voyelle changeant à un « Umlaut » ou de « i » à « e » 
- saugen « sucer » → säugen « allaiter »
- sinken « s'enfoncer, baisser » → senken « faire couler, baisser »

En persan, le causatif se forme en ajoutant le suffixe -ân(i)dan au radical du présent.
- xordan « manger » → xor (radical du présent) → xorândan « faire manger »
- xandidan « rire » → xand (radical du présent) → xandândan « faire rire »

Dans la plupart des langues sémitiques, le verbe possède une flexion causative par alternance vocalique et ajout d'un préfixe ; la linguistique comparée permet de le reconstruire comme š- en proto-sémitique, devenant plus tard ʔa-, hi- ou ī- selon les langues.
- syriaque : kəθav « il a écrit » → ʔaxtev « il a composé »
- arabe : ʕalima « il a su » → ʔaʕlama « il a informé »
- hébreu : dɑrax « il a marché » → hidrix « il a guidé »
- kabyle : yelḥa « il a marché » → yesselḥa « il a fait marcher »

En japonais, les verbes forment régulièrement des causatifs avec le suffixe -saseru (pour les verbes en -ru) ou -aseru (pour les verbes en -u).
- taberu « manger » → tabesaseru « faire manger, nourrir »
- yomu « lire » → yomaseru « faire lire »

Il y existe aussi bon nombre de paires de verbes intransitif / causatif-transitif dérivés l'un de l'autre par des alternances plus ou moins régulières.
- agaru « monter » → ageru « lever »
- magaru « tourner » → mageru « courber »
- kowareru « être cassé » → kowasu « casser »
- kaeru « retourner, repartir » → kaesu « renvoyer »

Le maori de Nouvelle-Zélande fait de même par ajout du préfixe whaka-.
- ako « apprendre » → whakaako « enseigner (= faire apprendre) »

Le guarani, une langue amérindienne, utilise également un préfixe variable selon le type de base verbale : mbo- pour les bases orales, mo- pour les bases nasales.
- puka « rire » → mbopuka « faire rire »
- guata « marcher » → mboguata « guider »
- pu'ã « monter » → mopu'ã « élever »

Le finnois forme des causatifs à partir de verbes, mais aussi de noms et d'adjectifs (avec l'idée de transformation).
- syödä « manger » → syöttää « nourrir »
- haihtua « s'évaporer » → haihduttaa « vaporiser »
- olla « être » → olettaa « supposer » (et non « créer » : c'est un cas de lexicalisation par dérive du sens)
- kirja « livre » → kirjoittaa « écrire »
- täysi « plein » → täyttää « remplir »

En hongrois, on trouve tout une série de verbes formant des paires passifs/intransitifs-causatifs/transitifs, construits de la même manière qu'en finnois, le plus souvent avec le suffixe -ít:
- ép « entier, intact » → épül « est construit » – épít « construire » – d'où le factitif: építtet « faire construire »
- szép « beau » → szépül « s'embellir » – szépít « embellir »
- tan- « connaissance » → tanul « étudier » – tanít « enseigner »
- esik « tomber » – ejt « laisser tomber »
- durr « pan! » → durran « détoner » intransitif – durrant « détoner » transitif.

L'indonésien a deux façons de former des verbes causatifs sur des adjectifs :
1) En ajoutant le circonfixe me--i ou me--kan (avec nasalisation de l’initiale).
- terang « clair » → menerangi « éclairer » (un endroit) et menerangkan « expliquer » (littéralement « rendre clair »)

2) En ajoutant le préfixe composé memper-.
- besar « grand » → memperbesar « agrandir »

Il en est de même dans les langues aux Philippines comme le tagalog et l'ilocano, qui emploient à cet effet le préfixe pa-.
- dakkel « grand » → padakkelen « agrandir » (ilokano)
- kain « manger » → pakainin « faire manger, nourrir » (tagalog)

En espéranto, le causatif se forme sur toute sorte de base par le suffixe -ig- :
- veni « venir » → venigi « faire venir »
- blanka « blanc »  →  blankigi « rendre blanc, blanchir »
- vitro « verre »  →  vitrigi « vitrifier »

En lingala, le causatif se forme sur la racine ou une racine déjà affixée par le suffixe -is- :
- koyéba « savoir » → koyébisa « informer »
- kokwâ ou kokwéya  « tomber » → kokwéisa « faire tomber »
- kitana « succéder » (de kokita « descendre ») → kitanisa « alterner »

Il en est de même en pandunia :
- jana « savoir » → janisa « informer »
- nota « noter » → notisa « notifier »

## Causatifs syntaxiques
La plupart des langues en Europe ne comportent pas de causatif morphologique et l'expriment par des périphrases basées sur l'emploi de certains verbes semi-auxiliaires. Il y a donc les langues qui utilisent les causatifs syntaxiques et les causatifs morphologiques comme l'anglais et l'allemand.
En français, c'est typiquement faire qui s'emploie, suivi de l'infinitif du verbe concerné.  Ce tour exprime plus spécifiquement le factitif, au sens strict défini plus haut. Le causateur exerce la fonction de sujet tandis que l'agent effectif du processus peut être exprimé sous forme de complément d'objet direct  ou de complément d'agent.
- Le roi fait venir son valet.
- Marie fait manger des épinards à ses enfants.
- Il a fait repeindre la grille par son fils.

Le semi-auxiliaire peut cependant être aussi laisser, avec un contenu modal différent. La construction dénote dans ce cas la possibilité laissée à l'agent plutôt que l'injonction.
- Pierre laissa son ami préparer le voyage.
- Le professeur laissa faire à l'élève le reste de l'exercice.

L'anglais emploie comme semi-auxiliaires causatifs les verbes make « faire, fabriquer », have « avoir » et let « laisser ».
- She made me eat the soup. « Elle m'a fait manger la soupe ».
- I had John close the window. « J'ai fait fermer la fenêtre à Jean ».
- I'll let you finish washing the dishes. « Je te laisse finir la vaisselle ».

L'allemand exprime régulièrement le causatif par lassen « laisser » accompagné de l'infinitif. Aux temps composés, lassen est alors soumis à la règle du « double infinitif » et ne prend pas le préfixe ge- au participe passé. 
- Silke lässt mich immer ihren Koffer tragen. « Silke me fait / me laisse toujours porter sa valise ».

- Er hat seinen Wagen reparieren lassen. « Il a fait réparer sa voiture ».

Un exemple pour le causatif morphologique est le mot verschwinden « disparaître », qui devient verschwenden « laisser disparaître », normalement avec la connotation « dilapider ».
L'espagnol utilise le semi-auxiliaire hacer « faire » suivi d'une proposition subordonnée complétive au subjonctif.
- Él hizo que la siguieran. « Il la leur fit suivre ». Littéralement, « Il fit [de sorte] qu'ils la suivissent ».
- Hicimos que el perro comiera pescado. « Nous fîmes manger du poisson au chien ». Littéralement, « Nous fîmes [de sorte] que le chien mangeât du poisson ».

## Causatifs lexicaux
Les causatifs ne sont pas tous formés grammaticalement. Certains verbes non dérivés peuvent être considérés par leur sémantique comme des causatifs d'autre verbes, sans en être régulièrement dérivés :
- mourir → tuer
- manger → nourrir
- aller → envoyer
- voir → montrer
- comprendre → expliquer

Par ailleurs, d'un point de vue syntaxique, les procédés de dérivation lexicale qui, à partir d'adjectifs, produisent des verbes signifiant « rendre X » ont un caractère causatif. En français, par exemple, les suffixes verbaux -iser et -ifier sont souvent utilisés à cet effet :
- simple → simplifier
- pur → purifier
- réel → réaliser
- rentable → rentabiliser